# Станкович, Драгана
Драгана Станкович (серб. Драгана Станковић; родилась 18 января 1995 года в Любовии, Сербия) — сербская профессиональная баскетболистка, играющая на позиции центровой. В настоящее время защищает цвета польского клуба «Орзел Польковице».
В составе национальной сборной Сербии завоевала бронзовые медали летних Олимпийских игр в Рио-де-Жанейро и принимала участие в Олимпийских играх 2020 года в Токио, а также выиграла бронзовые медали чемпионата Европы 2019 года в Сербии и Латвии.

## Международная карьера
Представляла национальную команду Сербии на Олимпийском турнире 2016 года, став бронзовым призёром игр. На женском Евробаскете 2019 года с командой Сербии также завоевала бронзовые медали.